# Взрыв в Московском метрополитене (2000)
Взрыв в подземном переходе под Пушкинской площадью — террористический акт, совершённый в Москве 8 августа 2000 года в подземном переходе под Пушкинской площадью, ведущем на станции метро «Пушкинская» и «Тверская». В результате теракта погибли 13 человек, ранения разной степени тяжести получили 118 человек. Теракт остался нераскрытым.

## Хронология
Во вторник 8 августа 2000 года, в 17:55, в подземном переходе под Пушкинской площадью, ведущем на станции метро «Пушкинская» и «Тверская», со стороны выхода к торговому центру «Галерея Актёр», произошёл взрыв. Сработало взрывное устройство, начинённое поражающими элементами из винтов и шурупов. Его мощность была оценена в 800 граммов в тротиловом эквиваленте. По свидетельствам очевидцев, примерно за пять минут до взрыва к одному из торговых павильонов в переходе подошли двое мужчин кавказской внешности, которые попытались расплатиться за товар долларами, но, получив отказ, ушли под предлогом необходимости совершить обмен валюты, оставив возле павильона дипломат и полиэтиленовый пакет. К павильону они так и не вернулись, а после их ухода раздался взрыв. Как впоследствии было установлено, взрывное устройство было заложено именно в оставленных у торгового павильона вещах.
Жертвами взрыва стали 13 человек, из которых 7 погибли на месте, а 6 впоследствии скончались в медицинских учреждениях. 118 человек пострадали. Взрывной волной было разрушено большинство торговых павильонов в переходе, а также повреждены конструкции самого перехода.
Через полчаса место происшествия было оцеплено сотрудниками милиции, на нём работала оперативно-следственная группа. К месту взрыва прибыли мэр Москвы Юрий Лужков, глава МЧС России Сергей Шойгу, вице-премьер правительства Москвы Александр Музыкантский, первые заместители министра внутренних дел Николай Соловьёв и Владимир Козлов. В дни после взрыва милиция Москвы и ещё ряда российских городов была переведена на усиленный режим несения службы.
Федеральным фондом обязательного медицинского страхования было выделено 5 миллионов рублей для лечения пострадавших от взрыва. Распоряжением мэра Москвы семьям погибших предоставлялась компенсация в 20 тысяч рублей на семью, пострадавшим, которые были госпитализированы — по 10 тысяч рублей, а отказавшимся от госпитализации пострадавшим — по 3 тысячи рублей.

## Расследование
8 августа по факту взрыва прокуратурой Москвы было возбуждено уголовное дело по статьям УК РФ 105 (убийство) и 205 (террористический акт). Расследование взял на личный контроль президент России Владимир Путин. При этом версия теракта не считалась исключительной, так как рассматривалась версия конфликта между владельцами торговых точек в подземном переходе, а также версии хулиганства и взрыва на почве личных неприязненных отношений. Юрий Лужков в первые часы после взрыва высказал уверенность, что происшествие является терактом, и к нему, вероятнее всего, причастны чеченские сепаратисты. На следующий день после взрыва были составлены фотороботы подозреваемых, а также задержаны двое выходцев с Северного Кавказа, причастность которых к преступлению в итоге не подтвердилась. В ответ на озвученную версию о причастности чеченских боевиков к взрыву, президент непризнанной Чеченской Республики Ичкерия Аслан Масхадов заявил о её ложности, сообщив, что чеченские сепаратисты воюют с российской армией, а не с народом.
В ходе расследования преступления было допрошено более 300 свидетелей, проведены проверки на возможную причастность 6432 лиц, выехавших из Москвы 8 и 9 августа, а также, при отработке экономической версии, 6348 предприятий. В 2001 году сообщалось о причастности к взрыву террористов Ачимеза Гочияева и Арби Бараева. В 2005 году источник, близкий к следствию, сообщил, что версия теракта является единственной, и круг подозреваемых установлен. При этом их имена названы не были — сообщалось только, что все они являются жителями Чечни. Однако в итоге преступление не было раскрыто, и в 2006 году уголовное дело было приостановлено в связи с предполагаемой гибелью исполнителей теракта, о чём заявил прокурор Москвы Юрий Сёмин.

## Память
Через 40 дней после теракта на стене подземного перехода, где он произошёл, была установлена временная мемориальная доска с именами жертв теракта. 8 августа 2002 года, на вторую годовщину трагедии, был открыт памятник в форме мемориальной стены со списком погибших и отлитым из металла цветком. В церемонии открытия принял участие Юрий Лужков.